# Metryka probabilistyczna
Metryka probabilistyczna (ang. Lukaszyk-Karmowski metric) funkcja definiująca odległość pomiędzy zmiennymi bądź wektorami losowymi. Funkcja ta nie jest, jak sugeruje nazwa, metryką, gdyż nie spełnia jej pierwszego aksjomatu, jakim jest identyczność przedmiotów nierozróżnialnych. Należy jednak zauważyć, że funkcja ta jest metryką w przestrzeni probabilistycznej, co więcej, jest to metryka wyznaczona przez normę tej przestrzeni.
Metryka probabilistyczna nie jest średnią różnicą bezwzględną dwóch zmiennych losowych, która jest zdefiniowana jedynie dla niezależnych zmiennych losowych o jednakowych rozkładach, co w przypadku jednej zmiennej implikuje niezależność tej zmiennej od samej siebie. To z kolei implikuje idempotentność jej rozkładu prawdopodobieństwa, czyniąc ją zmienną zdegenerowaną.

## Zmienne losowe
Metryka probabilistyczna {\displaystyle D} pomiędzy dwiema zmiennymi losowymi {\displaystyle X} i {\displaystyle Y} o ciągłych rozkładach gęstości prawdopodobieństwa jest zdefiniowana jako:
{\displaystyle D(X,Y)=\int \limits _{-\infty }^{\infty }\int \limits _{-\infty }^{\infty }|x-y|F(x,y)\,dx\,dy,}
gdzie {\displaystyle F(x,y)} oznacza łączną gęstość prawdopodobieństwa zmiennych losowych {\displaystyle X} i {\displaystyle Y.} Jeżeli {\displaystyle X} i {\displaystyle Y} są niezależne, to:
{\displaystyle D(X,Y)=\int \limits _{-\infty }^{\infty }\int \limits _{-\infty }^{\infty }|x-y|f(x)g(y)\,dx\,dy,}
gdzie {\displaystyle f} i {\displaystyle g} oznaczają odpowiednie funkcje gęstości prawdopodobieństwa zmiennych {\displaystyle X} i {\displaystyle Y.}
W przypadku dyskretnych zmiennych losowych metryka probabilistyczna przyjmuje postać:
{\displaystyle D(X,Y)=\sum _{i}\sum _{j}|x_{i}-y_{j}|P(X=x_{i})P(Y=y_{j}).}
Można wykazać, że taka metryka probabilistyczna nie spełnia pierwszego warunku metryki, lub też spełnia go wtedy i tylko wtedy, jeżeli oba jej argumenty to zmienne zdegenerowane opisywane funkcją gęstości prawdopodobieństwa typu delty Diraca. W takim przypadku:
{\displaystyle D_{\delta \delta }(X,Y)=\int \limits _{-\infty }^{\infty }\int \limits _{-\infty }^{\infty }|x-y|\delta (x-\mu _{x})\delta (y-\mu _{y})\,dx\,dy=|\mu _{x}-\mu _{y}|}
metryka probabilistyczna zwyczajnie staje się metryką pomiędzy wartościami średnimi {\displaystyle \mu _{x},} {\displaystyle \mu _{y}} zmiennych {\displaystyle X} i {\displaystyle Y} i:
{\displaystyle D_{\delta \delta }(X,X)=\int \limits _{-\infty }^{\infty }\int \limits _{-\infty }^{\infty }|x-x'|\delta (x-\mu _{x})\delta (x'-\mu _{x})\,dx\,dx'=|\mu _{x}-\mu _{x}|=0.}
We wszystkich pozostałych przypadkach:
{\displaystyle D\left(X,X\right)>0.}
MP spełnia pozostałe aksjomaty metryki: jest symetryczna bezpośrednio z definicji i spełnia nierówność trójkąta:

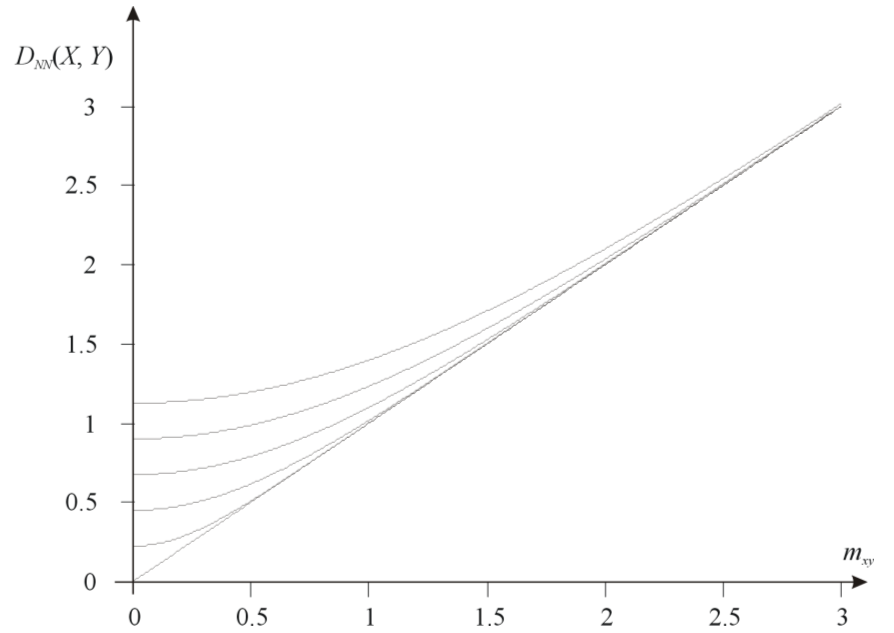
Metryka probabilistyczna pomiędzy dwiema zmiennymi losowymi i o normalnych rozkładach gęstości prawdopodobieństwa i tym samym odchyleniu standardowym (poczynając od krzywej u dołu).
oznacza odległość pomiędzy wartościami oczekiwanymi zmiennych i

{\displaystyle {\begin{aligned}D(X,Z)&=\int _{-\infty }^{\infty }\int _{-\infty }^{\infty }|x-z|f(x)h(z)\,dx\,dz\ =\int _{-\infty }^{\infty }\int _{-\infty }^{\infty }|x-z|f(x)h(z)\,dx\,dz\int _{-\infty }^{\infty }g(y)dy\\&=\int _{-\infty }^{\infty }\int _{-\infty }^{\infty }\int _{-\infty }^{\infty }|(x-y)+(y-z)|f(x)g(y)h(z)\,dx\,dy\,dz\ \\&\leqslant \int _{-\infty }^{\infty }\int _{-\infty }^{\infty }\int _{-\infty }^{\infty }(|x-y|+|y-z|)f(x)g(y)h(z)\,dx\,dy\,dz\\&=\int _{-\infty }^{\infty }\int _{-\infty }^{\infty }\int _{-\infty }^{\infty }|x-y|f(x)g(y)h(z)\,dx\,dy\,dz\ +\int _{-\infty }^{\infty }\int _{-\infty }^{\infty }\int _{-\infty }^{\infty }|y-z|f(x)g(y)h(z)\,dx\,dy\,dz\\&=\int _{-\infty }^{\infty }\int _{-\infty }^{\infty }|x-y|f(x)g(y)\,dx\,dy\ +\int _{-\infty }^{\infty }\int _{-\infty }^{\infty }|y-z|g(y)h(z)\,dy\,dz\\&=D(X,Y)+D(Y,Z)\end{aligned}}}
Zatem:
{\displaystyle D(X,Z)\leqslant D(X,Y)+D(Y,Z)}
{\displaystyle \left(\int _{-\infty }^{\infty }f(x)dx\ =\int _{-\infty }^{\infty }g(y)dy\ =\int _{-\infty }^{\infty }h(z)dz\ =1\right)}

### Przykłady
Załóżmy, że mamy zmierzyć odległość pomiędzy punktem {\displaystyle \mu _{x}} a punktem {\displaystyle \mu _{y},} a punkty te są współliniowe z pewnym punktem {\displaystyle 0.}
Załóżmy dalej, że pomiary odległości pomiędzy {\displaystyle 0} a {\displaystyle \mu _{x}} i pomiędzy {\displaystyle 0} a {\displaystyle \mu _{y}} zostały dokonane przez dwie niezależne grupy eksperymentatorów z użyciem taśmy mierniczej.
Przy powyższych założeniach pomiary każdej z grup eksperymentatorów można traktować jako zmienne losowe {\displaystyle X} i {\displaystyle Y} skupione wokół faktycznych położeń punktów odpowiednio {\displaystyle \mu _{x}} i {\displaystyle \mu _{y}.}
Zakładając dalej, że oba rozkłady zmiennych losowych {\displaystyle X} i {\displaystyle Y} są normalne (N), a ich odchylenie standardowe {\displaystyle \sigma } jest to samo, całkowanie {\displaystyle D\left(X,Y\right)} prowadzi do:
{\displaystyle D_{NN}(X,Y)=\mu _{xy}+{\tfrac {2\sigma }{\sqrt {\pi }}}\exp \left(-{\frac {\mu _{xy}^{2}}{4\sigma ^{2}}}\right)-\mu _{xy}\operatorname {erfc} \left({\frac {\mu _{xy}}{2\sigma }}\right),}
gdzie:
{\displaystyle \mu _{xy}=\left|\mu _{x}-\mu _{y}\right|,}
a {\displaystyle \operatorname {erfc} (x)} jest uzupełniająca funkcją błędu.
W tym przypadku „wartość zerowa” metryki {\displaystyle D_{NN}(X,Y)} wynosi:
{\displaystyle \lim _{\mu _{xy}\to 0}D_{NN}(X,Y)=D_{NN}(X,X)={\frac {2\sigma }{\sqrt {\pi }}},}
co oznacza, że w sensie statystycznym odległość pomiędzy tą samą zmienną losową {\displaystyle X} jest niezerowa i zależy wyłącznie od typu jej rozkładu i stopnia jego rozproszenia.
Gdy obie zmienne {\displaystyle X} i {\displaystyle Y} określa rozkład jednostajny (R) o tym samym odchyleniu standardowym {\displaystyle \sigma ,} całkowanie {\displaystyle D\left(X,Y\right)} prowadzi do:
{\displaystyle D_{RR}(X,Y)={\begin{cases}{\frac {24{\sqrt {3}}\sigma ^{3}-\mu _{xy}^{3}+6{\sqrt {3}}\sigma \mu _{xy}^{2}}{36\sigma ^{2}}},&\mu _{xy}<2{\sqrt {3}}\sigma ,\\\mu _{xy},&\mu _{xy}\geqslant 2{\sqrt {3}}\sigma .\end{cases}}}
Minimalna wartość metryki probabilistycznej tego typu wynosi:
{\displaystyle D_{RR}(X,X)={\tfrac {2\sigma }{\sqrt {3}}}.}
Dla dwóch dyskretnych zmiennych losowych {\displaystyle X} i {\displaystyle Y} mających rozkład Poissona metryka probabilistyczna przyjmuje postać:
{\displaystyle D_{PP}(X,Y)=\sum _{x=0}^{n}\sum _{y=0}^{n}|x-y|{\frac {{\lambda _{x}}^{x}{\lambda _{y}}^{y}e^{-(\lambda _{x}+\lambda _{y})}}{x!y!}}.}

## Wektory losowe

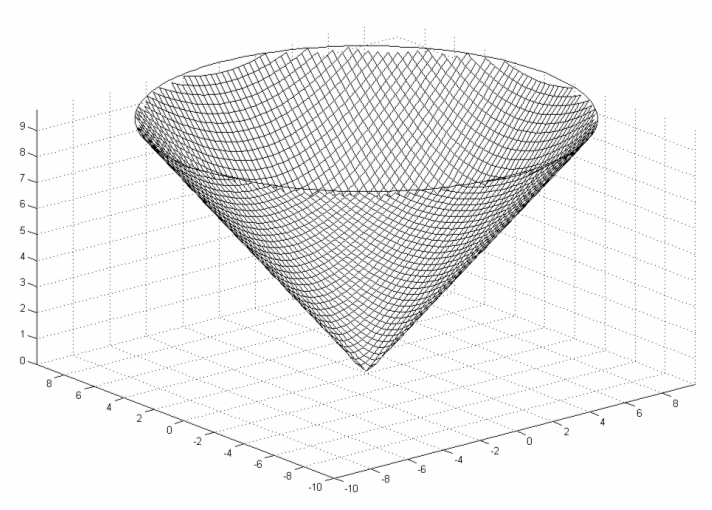
powierzchnia równej odległości dla metryki euklidesowej

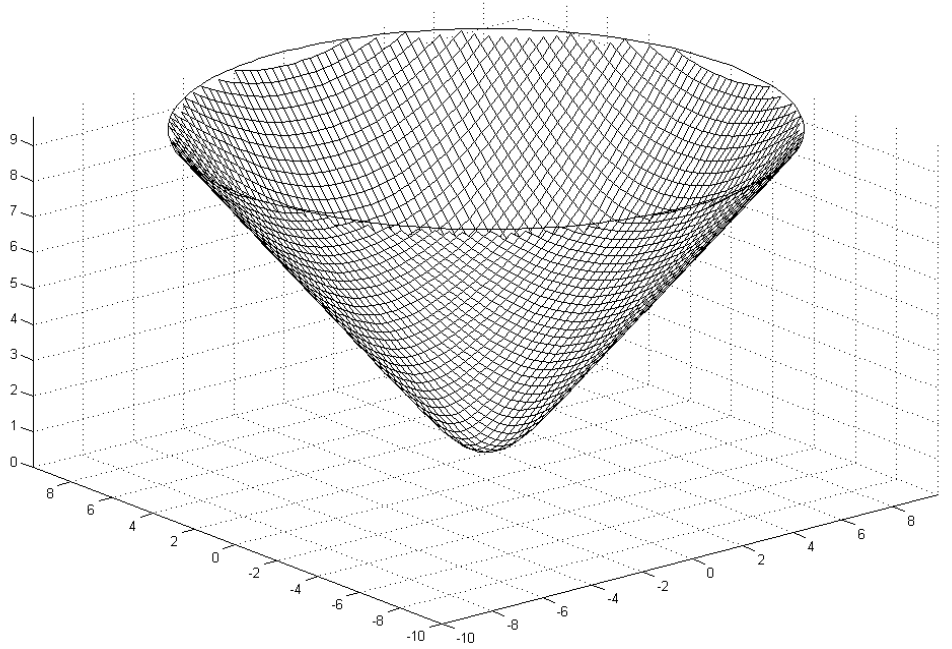
powierzchnia równej odległości dla euklidesowej metryki probabilistycznej

Metrykę probabilistyczną zmiennych losowych można rozszerzyć na metrykę {\displaystyle D(\mathbf {X} ,\mathbf {Y} )} wektorów losowych {\displaystyle \mathbf {X} ,\mathbf {Y} ,} podstawiając w miejsce {\displaystyle |x-y|} dowolny operator metryki {\displaystyle d(\mathbf {x} ,\mathbf {y} ){:}}
{\displaystyle D(\mathbf {X} ,\mathbf {Y} )=\int \limits _{\Omega }\int \limits _{\Omega }d(\mathbf {x} ,\mathbf {y} )F(\mathbf {x} ,\mathbf {y} )\,d\Omega _{x}\,d\Omega _{y},}
gdzie {\displaystyle F(\mathbf {X} ,\mathbf {Y} )} oznacza łączną gęstość prawdopodobieństwa wektorów losowych {\displaystyle \mathbf {X} } i {\displaystyle \mathbf {Y} .} Na przykład podstawiając w miejsce {\displaystyle d(\mathbf {x} ,\mathbf {y} )} metrykę euklidesową i przy założeniu, że wektory {\displaystyle \mathbf {X} } i {\displaystyle \mathbf {Y} } są wzajemnie niezależne otrzymamy:
{\displaystyle D(\mathbf {X} ,\mathbf {Y} )=\int \limits _{\Omega }\int \limits _{\Omega }{\sqrt {\sum _{i}|x_{i}-y_{i}|^{2}}}F(\mathbf {x} )G(\mathbf {y} )\,d\Omega _{x}\,d\Omega _{y},}
gdzie {\displaystyle F(\mathbf {x} )} i {\displaystyle G(\mathbf {y} )} to wielowymiarowe rozkłady gęstości prawdopodobieństwa wektorów np. wielowymiarowe rozkłady normalne.

### Forma euklidesowa
Jeżeli wektory {\displaystyle \mathbf {X} } i {\displaystyle \mathbf {Y} } są nie tylko wzajemnie niezależne, ale także poszczególne składowe każdego z nich są statystycznie niezależne, metrykę probabilistyczną wektorów losowych można także zdefiniować jako:
{\displaystyle D_{**}^{(p)}(\mathbf {X} ,\mathbf {Y} )=\left({\sum _{i}{D_{**}(X_{i},Y_{i})}^{p}}\right)^{\frac {1}{p}},}
gdzie {\displaystyle D_{**}(X_{i},Y_{i})} jest szczególną formą metryki probabilistycznej zmiennych losowych dobraną w zależności od rozkładów poszczególnych składowych {\displaystyle X_{i},} {\displaystyle Y_{i}} wektorów {\displaystyle \mathbf {X,Y} .}

## Interpretacja fizyczna
Metrykę probabilistyczną można traktować jako odległość cząstek w mechanice kwantowej, gdzie każdej cząstce odpowiada zespolona funkcja falowa {\displaystyle \psi (x,y,z)} zależna od współrzędnych przestrzennych, a prawdopodobieństwo {\displaystyle dP} tego, że cząstka znajduje się w danym elemencie przestrzeni {\displaystyle dV} wynosi:
{\displaystyle dP=|\psi (x,y,z)|^{2}dV.}

### Cząstka w studni potencjału
Rozważmy cząstkę {\displaystyle (X)} znajdującą się w jednowymiarowej studni potencjału o szerokości {\displaystyle L.} Jeżeli funkcja falowa tej cząstki ma postać:
{\displaystyle \psi _{m}(x)={\sqrt {\frac {2}{L}}}\sin {\left({\frac {m\pi x}{L}}\right)},}
to odległość tej cząstki od dowolnego punktu {\displaystyle \xi \in (0,L)} studni wynosi:
{\displaystyle D(X,\xi )=\int \limits _{0}^{L}|x-\xi |\,|\psi _{m}(x)|^{2}dx={\frac {\xi ^{2}}{L}}-\xi +L\left({\frac {1}{2}}-{\frac {\sin ^{2}\left({\frac {m\pi \xi }{L}}\right)}{m^{2}\pi ^{2}}}\right).}
Z właściwości metryki probabilistycznej wynika, że suma odległości pomiędzy krawędzią studni ({\displaystyle \xi =0} lub {\displaystyle \xi =L}) a danym punktem i metryki probabilistycznej pomiędzy danym punktem a cząstką jest różna od metryki probabilistycznej pomiędzy krawędzią studni a cząstką. Na przykład dla cząstki kwantowej na poziomie energetycznym {\displaystyle m=2{:}}
{\displaystyle d(0,\,0{,}2L)+D(X,0{,}2L)\approx 0{,}2L+0{,}3171L=0{,}517L\neq D(X,0)=D(X,L)=0{,}5L.}
Metryka probabilistyczna cząstki kwantowej od krawędzi studni jest przy tym niezależna od energii cząstki i wynosi zawsze {\displaystyle 0{,}5L.}

### Dwie cząstki w studni potencjału
Wzajemną odległość dwóch cząstek {\displaystyle X,} {\displaystyle Y} znajdujących się w jednowymiarowej studni potencjału o szerokości {\displaystyle L,} dla których funkcje falowe mają postać:
{\displaystyle \psi _{m}(x)={\sqrt {\frac {2}{L}}}\sin {\left({\frac {m\pi x}{L}}\right)},}
{\displaystyle \psi _{n}(y)={\sqrt {\frac {2}{L}}}\sin {\left({\frac {n\pi y}{L}}\right)},}
można wyrazić za pomocą metryki probabilistycznej zmiennych niezależnych jako:
{\displaystyle {\begin{aligned}&D(X,Y)=\int \limits _{0}^{L}\int \limits _{0}^{L}|x-y|\,|\psi _{m}(x)|^{2}|\psi _{n}(y)|^{2}\,dx\,dy\\&={\begin{cases}L\left({\frac {4\pi ^{2}m^{2}-15}{12\pi ^{2}m^{2}}}\right)&m=n,\\L\left({\frac {2\pi ^{2}m^{2}n^{2}-3m^{2}-3n^{2}}{6\pi ^{2}m^{2}n^{2}}}\right)&m\neq n.\end{cases}}\end{aligned}}}
Odległość między cząstkami jest najmniejsza dla {\displaystyle m=1} i {\displaystyle n=1,} czyli dla minimalnej energii cząstek {\displaystyle X} i {\displaystyle Y} i wynosi:
{\displaystyle \min {\big (}D(X,Y){\big )}=L\left({\frac {4\pi ^{2}-15}{12\pi ^{2}}}\right)\approx 0{,}2067L.}
Zgodnie z właściwościami metryki probabilistycznej odległość ta jest niezerowa. Dla wyższych poziomów energii {\displaystyle m,} {\displaystyle n} zmierza do {\displaystyle L/3.}

## Zastosowania praktyczne
Metrykę probabilistyczną można zastosować w miejscu typowego operatora metryki (zwykle metryki euklidesowej) w różnorakich metodach numerycznych, a w szczególności w algorytmach aproksymacyjnych takich jak radialne funkcje bazowe metoda Sheparda, czy sieci Kohonena.
Takie podejście ma podstawy fizyczne, umożliwiając uwzględnienie niepewności położenia znanych punktów aproksymacyjnych.
Metryka probabilistyczna znalazła do tej pory wiele praktycznych zastosowań. Zapewnia wygodę analizy i wymaga tylko kilku kroków technicznych, aby spełnić warunek Lipschitza. Została uogólniona z 
rozkładów prawdopodobieństwa na amplitudy prawdopodobieństwa za pomocą całek po trajektoriach. Amplitudy nie były przy tym interpretowane jako funkcje falowe cząstek kwantowych, ale reprezentowały wagi związane z punktami przestrzennymi w splątanej superpozycji geometrii, reprezentowanych przez przestrzeń fazową wyższego wymiaru.
Zaproponowano również adaptacje metryki probabilistycznej, wykazując, że generują one bardziej gładkie wyniki.
W oparciu o łańcuchy Markowa połączono niepewność środowiskową z heterogenicznością wewnątrznowotworową, obie wyrażone w kategoriach probabilistycznych. Tym samym uwzględniono ewolucyjny charakter karcynogenezy, ponieważ prawdopodobieństwa przejść między poszczególnymi stanami korelują ze statystycznym dopasowaniem środowiska i atraktorów odpowiednich stanów. Wykazano, że konsekwencje losowego przełączania można łatwo określić ilościowo za pomocą metryki probabilistycznej, która określa odległość geometryczną punktów o współrzędnych zadanych odpowiednimi rozkładami prawdopodobieństwa.